# Туалетный юмор

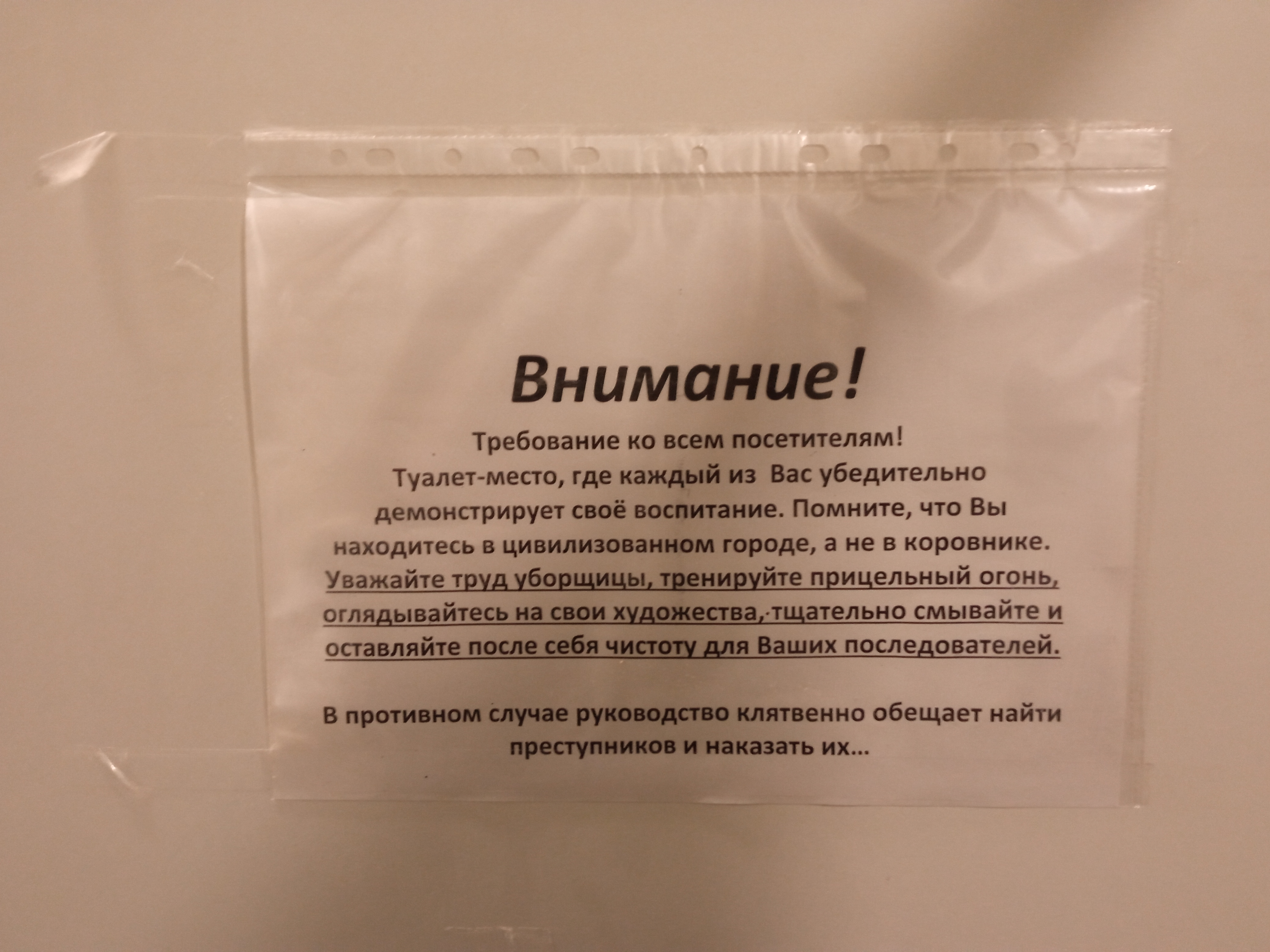
Туалетный юмор в туалете одного из торгово-офисных центров Санкт-Петербурга

Туалетный юмор («сортирный юмор», скатологический юмор) — разновидность юмора. Темой туалетных шуток обычно являются физиологические процессы (дефекация, мочеиспускание, выпускание газов, рвота и отрыжка), кал, моча, рвотные массы, приспособления для отправления естественных нужд (писсуар, унитаз, ямный туалет, ассенизационный автомобиль, средства для очистки туалетов, подгузники, судна, канализация) и очистки ануса и гениталий (биде, туалетная бумага, гигиенический душ).

## Способы использования
К туалетному юмору могут относиться формы как устного (анекдоты, шутки, рассказы), так и изобразительного фольклора. К последнему относятся в том числе рисунки в общественных туалетах (их авторов некоторые люди также называют туалетными художниками), на стенах, заборах и других поверхностях.
Сюда также можно отнести некоторые фильмы, литературные произведения и юмористические выступления, активно эксплуатирующие физиологическую тему, например, мультсериал «Мир Квеста», транслировавшийся в России по каналу Jetix. Как пример, выдуманными комиками, выступающими в этом жанре, является канадский дуэт Терренс и Филлип из «Южного Парка».
В 2023 году появился веб-сериал из коротких видеоклипов (до 3 минут по длительности), посвящённый сущностям с человеческими головами на длинных шеях, торчащими из унитазов, писсуаров и ванн, зачастую оснащённых пушками, гранатомётами, лазерами и различными механизмами — «Skibidi Toilet».